# Polder Nieuwkoop
Polder Nieuwkoop was een waterschap in de gemeente Nieuwkoop in de Nederlandse provincie Zuid-Holland.
Het waterschap was in 1860 ontstaan bij de splitsing van het waterschap Nieuwkoopsche en Zevenhovensche Polder. In 1879 werd de Schilkerpolder aan het waterschap toegevoegd.
Het wapen toont in het onderste deel het wapen van de ambachtsheren van Nieuwkoop sinds 1617, de familie de Bruyn van Buytewech. De bovenste helft wordt ingenomen door het wapen van Beieren. Op 26 april 1394 bevestigde Hertog Albrecht van Beieren het recht van Nieuwkoop om overtollig water te lozen op de Rijn.
De schildzoom geeft aan dat het een typisch polderwapen is, een blauwe ringvaart en een gouden dijk beschermen de polder.
Ten zuiden van de polder liggen de Nieuwkoopse plassen.